# 5919 Патрікмартін
5919 Патрікмартін (5919 Patrickmartin) — астероїд головного поясу, відкритий 5 серпня 1991 року.
Тіссеранів параметр щодо Юпітера — 3,184.